# Andrea Holíková
Andrea Holíková (* 15. Januar 1968 in Prag) ist eine ehemalige tschechoslowakische Tennisspielerin.

## Karriere
Holíková triumphierte 1985 im Finale des Jurniorinneneinzels des Wimbledon Championships gegen Jenny Byrne mit 7:5 und 6:1. Im selben Jahr gewann sie ebenfalls das Juniorinnendoppel der US Open, mit Radka Zrubáková als Doppelpartnerin. Im Finale setzten sie sich gegen Mariana Pérez Roldán/Patricia Tarabini mit 6:4, 2:6 und 7:5 durch.
Sie gewann während ihrer Karriere je ein Einzel- und Doppeltitel des ITF Women’s Circuits. Auf der WTA Tour erreichte sie mit Doppelpartnerin Kateřina Skronská bei den Turnieren in Bregenz und Monticello jeweils das Finale, die sie beide verlor.
1985 und 1986 spielte sie für die tschechoslowakische Fed-Cup-Mannschaft, für die sie vier ihrer sieben Partien gewann. Das Team gewann den Pokal 1985.

## Turniersiege

### Einzel
| Nr. | Datum       | Turnier | Kategorie   | Belag     | Finalgegnerin | Ergebnis |
| --- | ----------- | ------- | ----------- | --------- | ------------- | -------- |
| 1.  | Januar 1985 | Miami   | ITF $10.000 | Hartplatz | Kris Kinney   | 7:5, 6:3 |

### Doppel
| Nr. | Datum       | Turnier           | Kategorie   | Belag | Partnerin     | Finalgegnerinnen                  | Ergebnis |
| --- | ----------- | ----------------- | ----------- | ----- | ------------- | --------------------------------- | -------- |
| 1.  | August 1984 | Rheda-Wiedenbrück | ITF $10.000 | Sand  | Olga Votavová | Andrea Tiezzi Isabelle Villaverde | 7:5, 6:4 |

## Abschneiden bei Grand-Slam-Turnieren

### Einzel
| Turnier         | 1985 | 1986  | 1987 | 1988 | Karriere |
| --------------- | ---- | ----- | ---- | ---- | -------- |
| Australian Open | 1    | n. a. | 3    | —    | 3        |
| French Open     | 2    | 2     | —    | 2    | 2        |
| Wimbledon       | 2    | 2     | —    | 1    | 2        |
| US Open         | 3    | 1     | —    | 2    | 3        |

Zeichenerklärung: S = Turniersieg; F, HF, VF, AF = Einzug ins Finale / Halbfinale / Viertelfinale / Achtelfinale; 1, 2, 3 = Ausscheiden in der 1. / 2. / 3. Hauptrunde; Q1, Q2, Q3 = Ausscheiden in der 1. / 2. / 3. Runde der Qualifikation; n. a. = nicht ausgetragen

### Doppel
| Turnier         | 1985 | 1986  | 1987 | Karriere |
| --------------- | ---- | ----- | ---- | -------- |
| Australian Open | 1    | n. a. | 1    | 1        |
| French Open     | VF   | 2     | —    | VF       |
| Wimbledon       | —    | 2     | —    | 2        |
| US Open         | 1    | AF    | 1    | AF       |

### Mixed
| Turnier         | 1985  | Karriere |
| --------------- | ----- | -------- |
| Australian Open | n. a. | —        |
| French Open     | 2     | 2        |
| Wimbledon       | —     | —        |
| US Open         | —     | —        |

## Persönliches
Holíkovás Vater Jaroslav Holík und Onkel Jiří Holík waren erfolgreiche Eishockeyspieler, die 1972 mit der tschechoslowakischen Eishockeynationalmannschaft Weltmeister wurden und bei den Olympischen Winterspielen 1972 in Sapporo die Bronzemedaille gewannen. Ebenfalls ihr Bruder Bobby Holík und ihr Sohn David Musil waren bzw. sind Eishockeyspieler.